# Melanie Fiona
Melanie Fiona (n. Melanie Fiona Hallim pe 10 martie 1983 în Toronto, Canada) este o cântăreață de muzică RnB, pop, soul și hip-hop.
În copilărie, Fiona interpreta diverse cântece ale lui Whitney Houston împreună cu mama sa, iar în adolescență ea cânta piesele din serialul Disney, Mica sirenă. La finele anului 2007 Fiona semnează un contract de management cu Steve Rifkind, fondatorul casei de înregistrări SRC Records.
Pe parcursul anului 2008 Melanie Fiona a colaborat cu o serie de producători precum Salaam Remi sau Supa Dups, rezultatul conlucrării acestora fiind primul album de studio al interpretei. Intitulat The Bridge, discul a fost lansat în Canada la data de 12 mai 2009.
Primele două discuri single ale interpretei, „Give It to Me Right” și „It Kills Me”, au fost lansate pe parcursul anului 2009. Cântecele s-au bucurat de succes în unele clasamente de specialitate din Europa și America de Nord.

## Biografie

### Anii copilăriei. Primele activități muzicale (1983 — 2007)
Melanie Fiona Hallim s-a născut la data de 10 martie 1983 în Toronto, fiind cel de-al doilea copil al unui cuplu de canadieni cu origini guianeze. În copilărie, Fiona interpreta diverse cântece ale lui Whitney Houston împreună cu mama sa, iar în adolescență ea cânta piesele din serialul Disney, Mica sirenă. Deși părinții săi iși doreau ca ea să urmeze medicina, Fiona a absolvit cursurile unei facultăți cu profil financiar, secția afaceri și finanțe.
Provenind dintr-o familie cu tradiție muzicală, Fiona își amintește: „În copilărie, mama îmi împărtășea dragostea sa pentru muzică, putea cânta orice piesă, de la The Ronettes până la Whitney Houston. Iar tatăl meu mă lăsa să particip la repetițiile formației sale, în care era chitarist. Eu cântam în permanență... orice și oriunde.”
După ce împlinește douăzeci de ani, Melanie Fiona se mută în Los Angeles, vrând să debuteze pe scena muzicală din S.U.A.. Concomitent interpreta compunea diverse piese pentru primul său material discografic. La finele anului 2005 una dintre compozițiile sale, „Dem Haters”, este înregistrată de cântăreața americană Rihanna și inclusă pe albumul A Girl Like Me (2006). La finele anului 2007 Fiona semnează un contract de management cu Steve Rifkind, fondatorul casei de înregistrări SRC Records.

### Debutul și «The Bridge» (2008 — prezent)
În toamna anului 2008 Melanie Fiona cântă în deschiderea concertelor Glow in the Dark, printre ceilalți interpreți prezenții numărându-se Chris Brown, Kanye West și Rihanna. Prezența Fionei în acest turneu a fost remarcabilă, având în vedere că până la momentul respectiv ea nu publicase niciun material discografic.
Pe parcursul anului 2008 Melanie Fiona a colaborat cu o serie de producători precum Salaam Remi sau Supa Dups, rezultatul conlucrării acestora fiind primul album de studio al interpretei. Intitulat The Bridge, discul a fost lansat în Canada la data de 12 mai 2009. Albumul conține doisprezece cântece cu influențe din muzica pop, RnB, pop, soul și hip-hop. Odată cu lansarea discului, Fiona declara „[Albumul] depășește barierele dintre etnii, genuri, vârste și sexe. Nu poate fi caracterizat în vreun fel. Are aerul a ceva vechi, dar totuși nou și contemporan.” The Bridge a primit recenzii favorabile din partea criticilor de specialitate, iar vocea puternică a Fionei i-a adus compararea cu interpretele Macy Gray și Lauryn Hill.
În primăvara anului 2009 piesa „Give It to Me Right” a fost lansată pe disc single în America de Nord, dar și în unele regiuni din Europa. În clasamentele de specialitate din Canada, Grecia și Italia, cântecul a devenit un hit notabil, ocuând poziții fruntașe. În ierarhia Romanian Top 100 discul a promovat modest, ocupând locul șaizeci și opt. Lansarea albumului The Bridge în S.U.A. a fost anulată de câteva ori, iar comercializarea oficială a discului a început în toamna anului 2009.
În luna septembrie, cel de-al doilea disc single al Melaniei Fiona, intitulat „It Kills Me”, a fost lansat la nivel internațional, fiind însoțit de un videoclip. Piesa a obținut prima poziție în clasamentul Billboard R&B și a sporit popularitatea albumului The Bridge, care a rămas în ierarhiile de specialitate pentru mai multe săptămâni consecutive.

## Discografie

### Albume de studio
- The Bridge (2009)

### Discuri single
- Give It to Me Right (2009)
- It Kills Me (2009)